# 倩女幽魂Online
《倩女幽魂Online》是一套由中国网易公司自行开发并运营的网络游戏，于2011年9月23日正式开始公测。倩女幽魂Online以著名的小说聊斋志异中聂小倩故事为游戏基本背景。

## 门派
《倩女幽魂Online》有四大门派，每个门派下有两大职业，共计十六个角色，每个角色都拥有独特技能。。
| 门派名称 | 可选职业   | 门派介绍                                                             |
| -------- | ---------- | -------------------------------------------------------------------- |
| 神机营   | 射手、甲士 | 明朝永乐年间的三大军营之一，是受朝廷直接指挥的战略部队。             |
| 昆仑山   | 刀客、侠客 | 前身为从波斯传入中原的摩尼教，后教义遗失，成为荒漠中的一个江湖组织。 |
| 逍遥观   | 方士、医者 | 源于中国古老的道家学派，并有一套独特的修炼方法。                     |
| 万妖宫   | 异人、魅者 | 此门派门人均寄生在地府中，掌握黑暗力量。                             |
| 天工閣   | 偃師、畫魂 |                                                                      |

## 职业
倩女幽魂Online中共有八种特色鲜明的职业，这些职业分属于五大门派中。
| 职业名称 | 职业介绍                                                             |
| -------- | -------------------------------------------------------------------- |
| 射手     | 远程物理攻击职业，以火系、毒系、冰系技能为主。                       |
| 甲士     | 近程物理高防职业，防御和血量十分突出，属于“肉盾角色”。               |
| 刀客     | 近程物理职业，是游戏中单体攻击最强的职业。                           |
| 侠客     | 近程物理职业，防御和血量仅次于甲士，是游戏中的辅助职业。             |
| 方士     | 远程法术群攻职业，操控冰系、火系、电系、风系法术，群攻技能效果明显。 |
| 医师     | 远程法术治疗职业，拥有单体和群体的治疗法术，除治疗外还可以使用毒术。 |
| 异人     | 远程法术召唤职业，自身虽然羸弱，但可以召唤出宝宝一起战斗。           |
| 魅者     | 远程法术控制职业，使用媚术可以控制敌方，削弱敌方的属性。             |
| 偃师     | 中程物理召唤职业，偃师能操作机关傀儡于指掌之间，亦能与傀儡合二为一。 |
| 畫魂     | 近程法術彈跳职业，善控制水駕馭冰，可選擇顏色賦予賦予技能不同的能力。 |

## 游戏特点

倩女幽魂Online内部测试时的游戏截图。

### 装备系统
《倩女幽魂Online》中的装备分为七个级别，并以七种颜色表示，分别是：白、金、橙、蓝、绿、红、紫。装备的级别由装备所附带的属性多寡决定。装备的属性分为随机属性和固定属性，随机属性的装备属性点数完全随机，不会出现属性完全一样的装备，玩家的选择空间非常大。

《倩女幽魂Online》的极品装备获得途径：1、野外或副本怪物掉落；2、任务奖励兑换；2、乾坤袋合成。极品装备的获取都是免费和公平的。
《倩女幽魂Online》的绿色装备收集完整并穿在角色身上时，将获得额外属性和特殊光效。
。

### 游戏专属名词
一条龙：指的是由“湖中屋”开启的一系列每日活动，玩家称之为一条龙；并以90级为界限，划分为大小一条龙，常见的顺序如下。

90级以前：湖中屋、桃花扇、河伯水患或布袋和尚。

90级以后：湖中屋、大盗宝藏、河伯水患或泰姬传三环。
鬼装：又称鬼器，是目前《倩女幽魂》最好的紫色装备统称，鬼器分为69级、89级、109级、129级和137级，其中69级和89级通过击杀BOSS怪有几率掉落，109级、129级、137级鬼器除了击杀BOSS掉落外，还可以使用一定数量的任务奖励“伏魂牌”兑换，获得过程全程免费。
出鬼：由于鬼器数量较少，拥有一套等级相应的鬼器，是许多倩女玩家的追求，玩家将鬼器掉落的一瞬间，称为“出鬼”。
乾坤袋：乾坤袋是游戏中物品、灵兽、坐骑等转化合成操作的重要功能，也可当做临时仓库使用。
随机地图：《倩女幽魂》拥有强大的随机地图系统，玩家进入的副本地图例如迷宫等，均为随机，让每一次的游戏经历都充满挑战性。

### 天气系统
倩女幽魂Online中的虚拟世界会有天气变化，游戏过程中系统会随机产生不同的天气，例如雨、雪、风等，不同的天气会对不同属性的技能产生正面影响。例如在雨天使用电属性攻击会得到效果加成，而晴天则对火属性攻击有加成。
| 天气 | 属性加成         |
| ---- | ---------------- |
| 晴天 | 物理攻击、火攻击 |
| 雨天 | 电攻击、光攻击   |
| 雪天 | 冰攻击、幻攻击   |
| 风沙 | 毒攻击、风攻击   |